# Jean Servais (procureur-generaal)

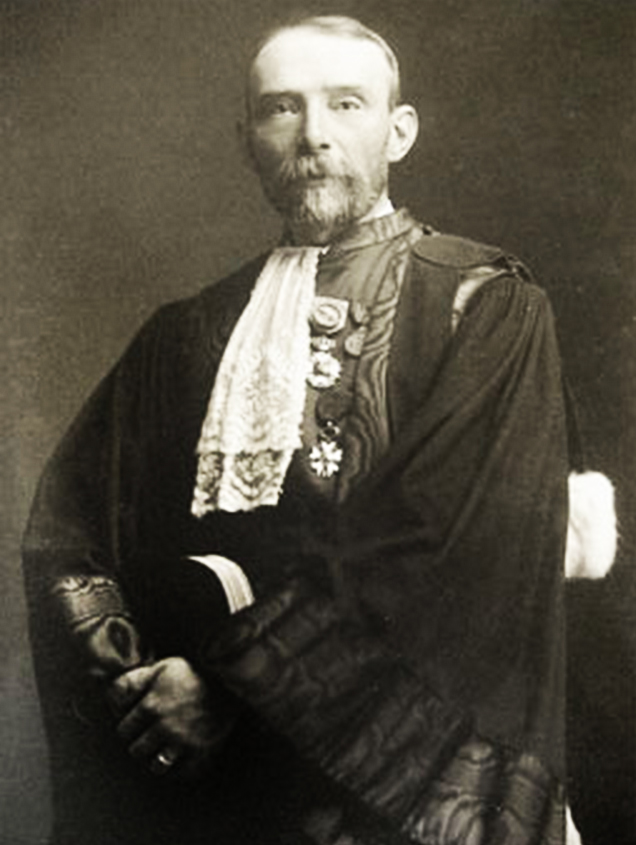
Jean Servais omstreeks 1918

Jean François Mathieu Servais (Hoei, 25 september 1856 - Finnevaux, 30 november 1946) was een Belgisch procureur-generaal en minister van Staat. Servais speelde een belangrijke rol in de collaboratieprocessen na de Eerste Wereldoorlog en bij de reorganisatie van de gerechtelijke politie. Hij was eveneens hoogleraar aan de Université libre de Bruxelles.

## Levensloop
Servais de zoon van een onderwijzer, studeerde aan het Koninklijk Atheneum van Brussel en behaalde in 1877 het doctoraat in de rechten aan de Université libre de Bruxelles. Hij werd advocaat maar bouwde al snel een carrière uit aan de rechtbank. In 1880 werd Servais benoemd tot substituut van de procureur des Konings te Brussel. In 1894 volgde de benoeming tot substituut van de procureur-generaal. Eerder, in 1886, had hij het rechtstijdschrift Revue de Droit belge opgericht en hij was er tot 1890 directeur.
Na in 1908 raadsheer te zijn geworden bij het hof van beroep te Brussel, werd Servais er in december 1918 benoemd tot procureur-generaal. Hem wachtte de immense taak om de collaboratieprocessen te organiseren na de Eerste Wereldoorlog en de juridische organisatie te herlanceren. Hij speelde een belangrijke rol in het tot stand komen van de wet op de gerechtelijke politie uit 1919 en een aantal andere wetten over de rechtsorganisatie waarvan de laatste werd ingevoerd in 1930, twee jaar na zijn emeritaat. Vanaf dat moment verving hij ook Henri Carton de Wiart, als voorzitter van de Union belge de Droit pénal tot in 1933. In het interbellum was hij eveneens de juridische adviseur van de opeenvolgende Belgische regeringen. Na de Tweede Wereldoorlog was Servais voorzitter van een voorlichtingscommissie over de Koningskwestie die koning Leopold III in het leven had geroepen.
In 1906 werd Servais buitengewoon hoogleraar aan de ULB en gaf er onderricht over de rechtswetten in verband met het notariaat, het jaar nadien uitgebreid met de cursus over de organisatie van het burgerlijk recht. In 1908 werd hij gewoon hoogleraar en vanaf 1919 werd hij de opvolger van Adolphe Prins in het onderricht van het strafrecht. In 1926 verkreeg hij het emeritaat. Twee jaar later werd hij voorzitter van de raad van bestuur van de universiteit.
Procureur-generaal Servais was in 1921 een van de medeoprichters van de Bond der Talrijke Huisgezinnen, de huidige Gezinsbond. Hij werd samen met kardinaal Mercier lid van het beschermcomité van de organisatie.

## Erkenning
In 1926 werd Jean Servais benoemd tot minister van Staat en in 1939 werd hem door de Universiteit van Parijs een eredoctoraat toegekend. De Square Jean Servais op de campus van de ULB is naar hem vernoemd.